# Hyaloperina
Hyaloperina is een geslacht van vlinders van de familie spinneruilen (Erebidae), uit de onderfamilie Lymantriinae.

## Soorten
- H. erythroma Collenette, 1960
- H. nudiuscula Aurivillius, 1904
- H. privata Hering, 1926
- H. vitrina Hering, 1926